# N865 (België)
De N865 is een gewestweg in de Belgische provincie Luxemburg. Deze weg vormde tot 2010 de verbinding tussen Noirefontaine en Mortehan.
De totale lengte van de N865 bedraagt ongeveer 16 kilometer.
In 2010 werd de weg onderbroken, en het gedeelte naast de rivier de Semois is niet meer open voor gemotoriseerd verkeer.

## Plaatsen langs de N865
- Noirefontaine
- Dohan
- Mortehan